# 淡島 (沼津市)
淡島（あわしま）は、静岡県沼津市にある島。駿河湾の湾奥にある内浦湾と江浦湾の境となっている。淡島は海底火山の地下にあった火道が隆起し侵食されて現れたもの（火山岩頸）で、これは至近の静浦山地の山々と同じ成因である。「ぬまづの宝100選」の一つに選定されている。
住所は島全体が沼津市内浦重寺となっている。

## 概要
島内全体の土地は内浦地区の住民の共同所有となっている。また、現在は定住者がいないため、無人島となっているが、あわしまマリンパークならびに淡島ホテルの従業員が島内に常駐している。
かつては無人島であり、1940年に第二海軍技術廠の「音響兵器部 淡島臨海実験場」という軍事施設が設置されたが終戦に伴い撤去され、その後少数の漁民などが定住するようになる。
1964年（昭和39年）に淡島海洋交園として開業。
1980年代に東京相和銀行のオーナー長田庄一によって淡島全体をリゾート地にする開発が進められ、水族館・プール（現在は釣堀として営業）・パターゴルフ場（現在廃止）を中心とした「あわしまマリンパーク」が開業した。
日本では珍しい海上ロープウェー（全長330m、2008年（平成20年）休止・2017年（平成29年）撤去）や小型船舶を使って本土と往来する。80年代までのロープウェイには、和風の駕籠に似たゴンドラが使用され異彩を放っていた。
1991年（平成3年）には長田のバブルの象徴とも言える超高級リゾートホテルである淡島ホテルが開業した。1999年（平成11年）に東京相和銀行は経営破綻したが、淡島ホテル（2018年（平成30年）にグッドリゾート淡島ホテル、2020年（令和2年）にウィンダムグランド淡島に改称した後、2021年（令和3年）に再び淡島ホテルに改称）・マリンパーク共に別会社に運営が移転されている。
リゾート開発の過程で弥生時代の遺跡が発見され、土器が出土している。島の山頂には淡島神社が置かれている他、珍しい昆虫なども島内に生息し、散策だけでも楽しめるようになっている。

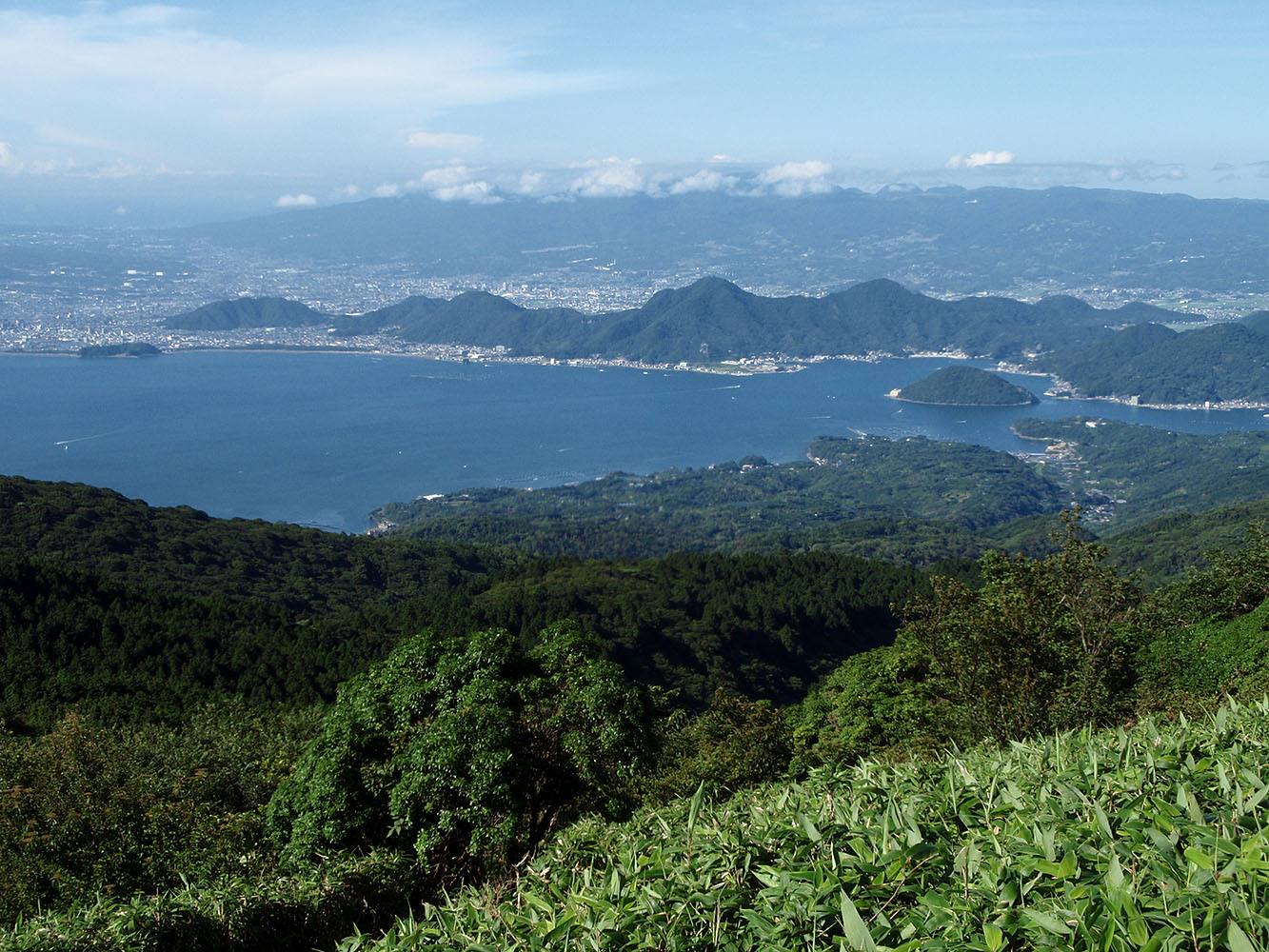
周辺環境 駿河湾の湾奥と淡島
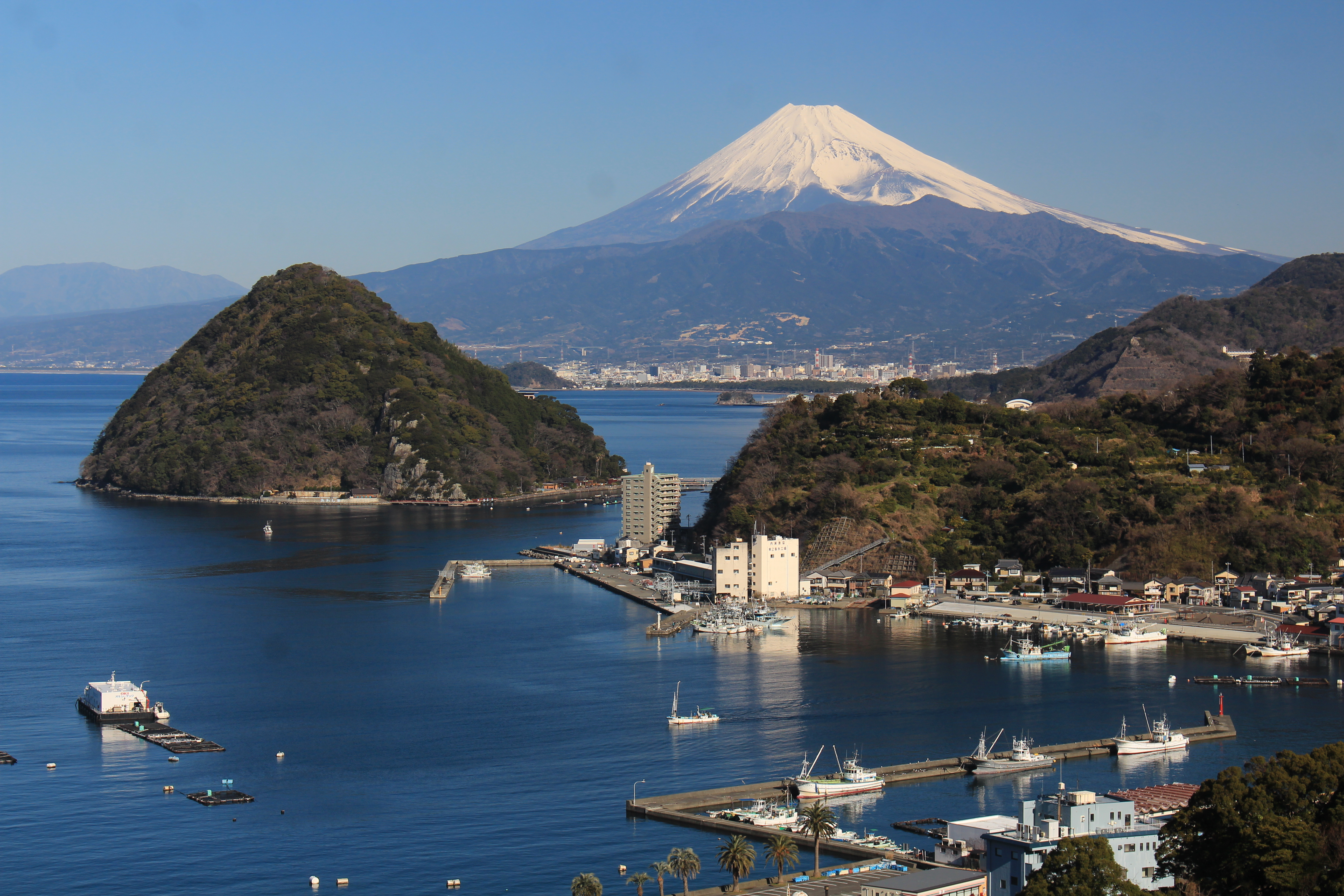
発端丈山から望む 淡島と富士山
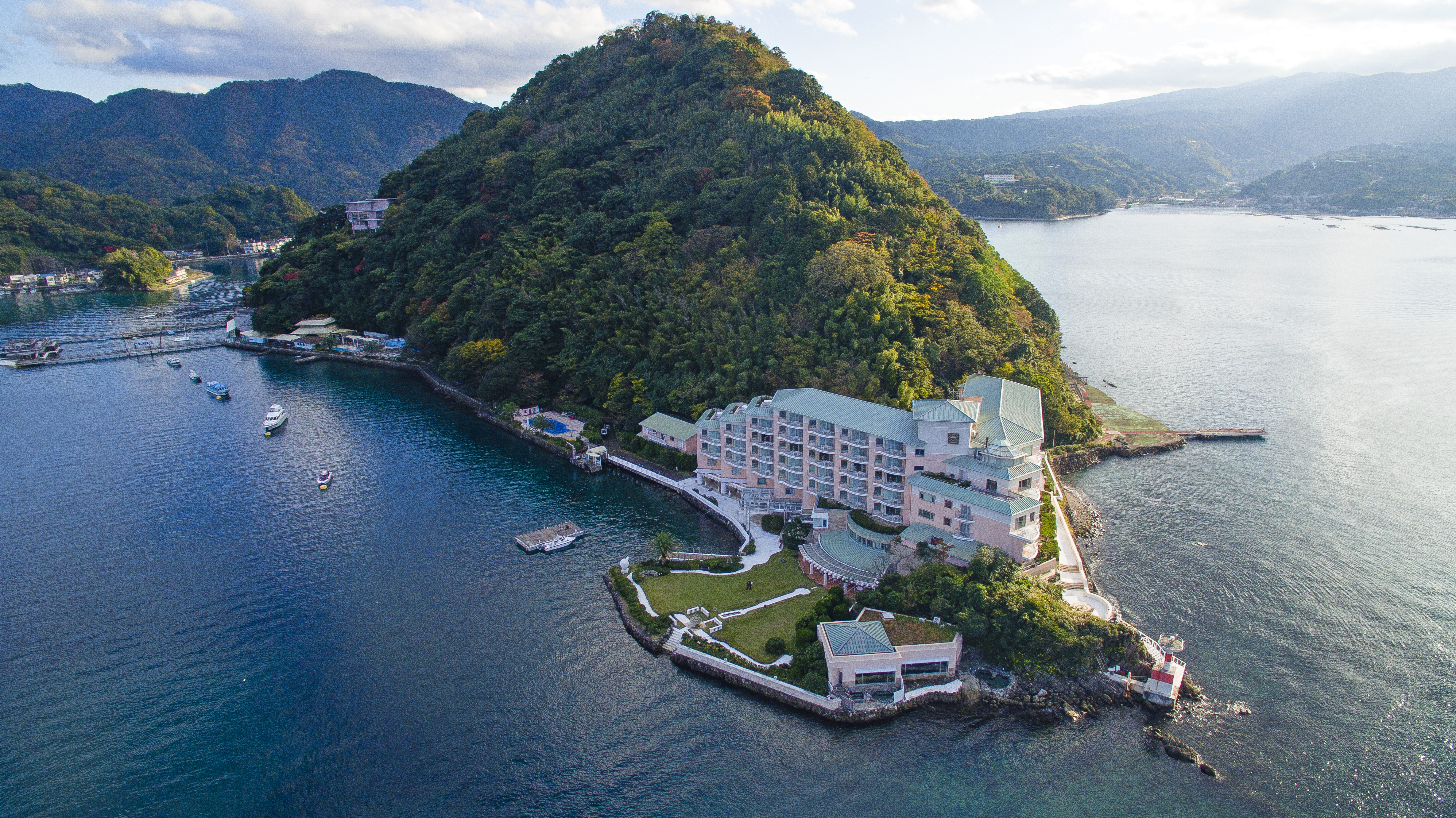
淡島ホテル
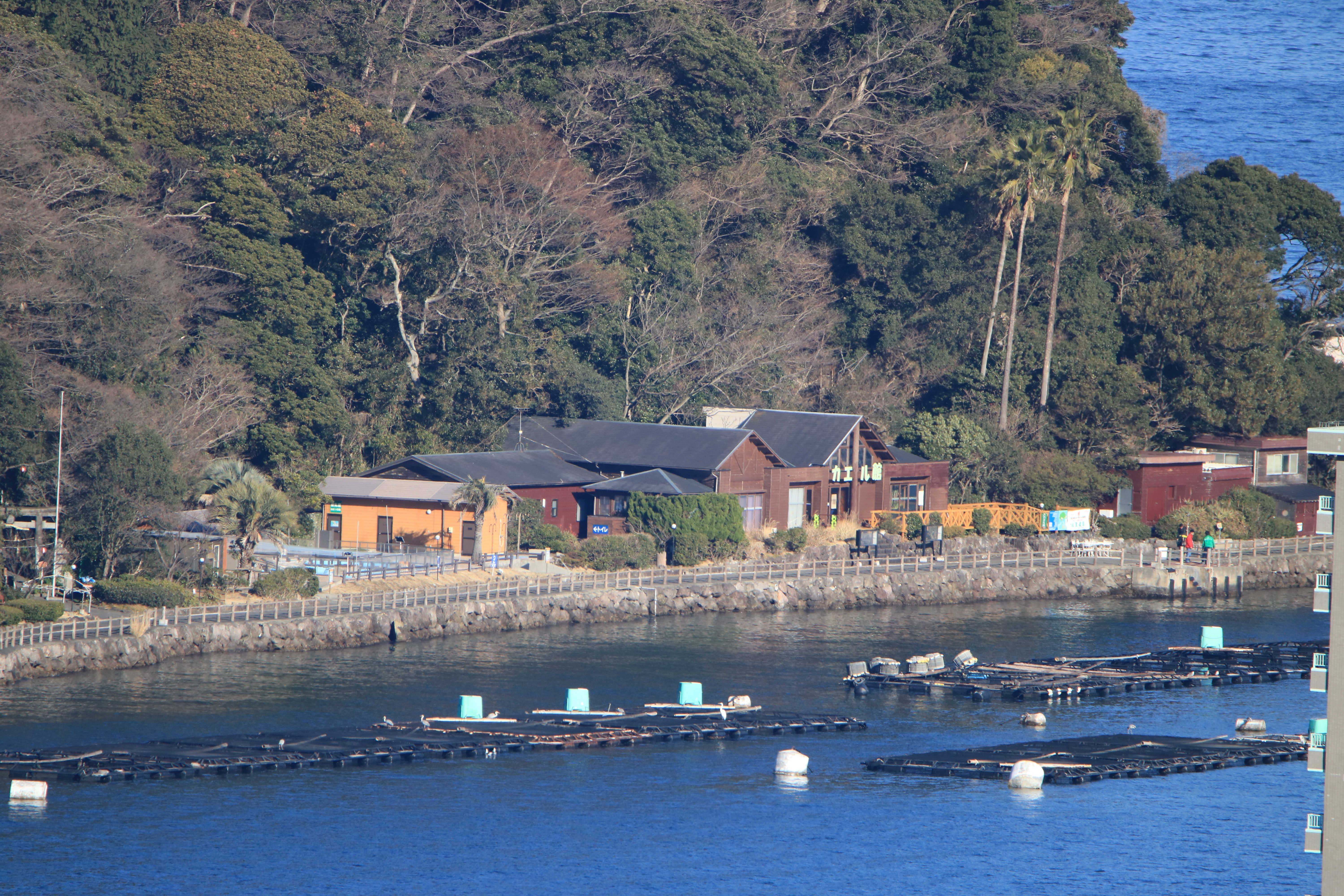
島内施設
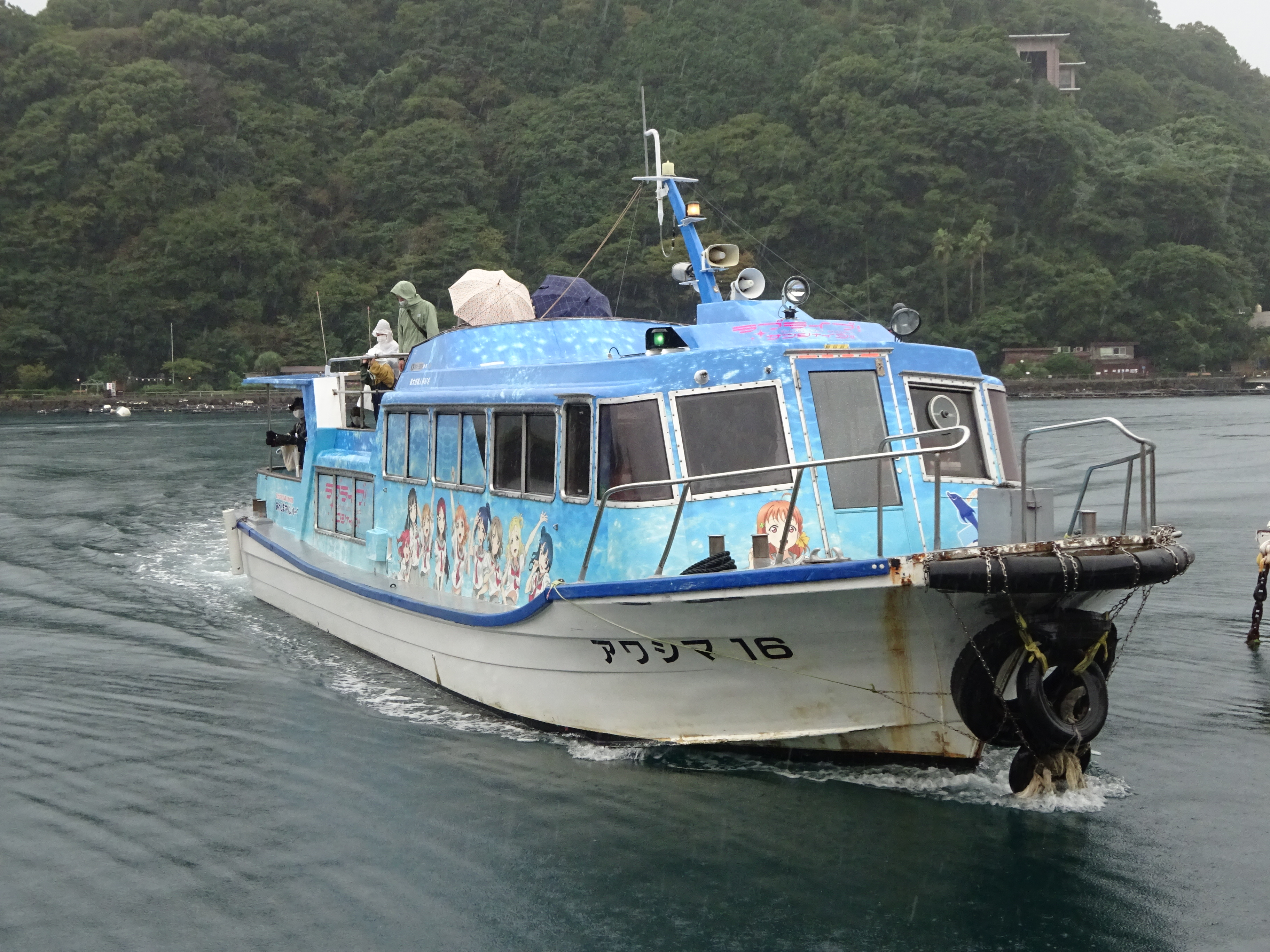
あわしまマリンパーク所有船